# فیلیپه ساد
فیلیپه ساد (به پرتغالی: Felipe Patavino Saad) مدافع اهل برزیل است که در شهر سانتوس و در تاریخ ۱۱ سپتامبر ۱۹۸۳ به دنیا آمده‌است. پست او مدافع است.
فیلیپه ساد در تیم‌های فوتبال Vitória و گنگام سابقهٔ حضور دارد.